# 石田愛希
石田 愛希（いしだ あいき、1997年3月12日 - ）は、日本の俳優、声優である。劇団ひまわりを経て有限会社エンパシィ所属。

## 出演

### テレビドラマ
- 愛し君へ（2004年、フジテレビ）
- ドラマ30 虹のかなた（2004年、毎日放送）
- 白線流し・最終章〜夢見る頃を過ぎても（2005年10月7日、フジテレビ）
- LIAR GAME 第11話（2007年6月23日、フジテレビ） - コウタ 役
- 金曜ナイトドラマ 未来講師めぐる（2008年1月11日 - 3月14日、テレビ朝日） - 石倉タモツ 役
- ドラマ24 紅蓮女（2008年、テレビ東京）
- いのちのいろえんぴつ（2008年3月22日、テレビ朝日） - 真田慎吾 役
- 東京少女山下リオ 初恋ダッシュ。（2008年4月、BS-i）
- ドラマ30 ナツコイ（2008年、毎日放送） - 岩田翔太 役
- 学校じゃ教えられない! 第5話・第7話（2008年8月12日・26日、日本テレビ） - 見城健太 役
- 木曜ドラマ 小児救命（2008年、テレビ朝日）
- ドラマW 兄帰る（2009年2月14日、WOWOW）
- ドラマ8 ROMES/空港防御システム 第3話 - 第7話（2009年10月29日 - 11月26日、NHK） - ライト 役
- 土曜ワイド劇場 温泉若おかみの殺人推理22（2011年5月28日、テレビ朝日） - 伊藤隼人 役
- 明日の光をつかめ2（2011年7月 - 9月、東海テレビ） - 川島拓 役
- 新・牡丹と薔薇（2015年11月 - 2016年1月、東海テレビ） - 吉田杉彦 役

#### 吹き替え
- ABUアジア子どもドラマシリーズ 魔術師・マックス（2007年8月3日、NHK）

### 映画
- ディア・ドクター（2009年6月27日）
- KIDS（2008年2月2日）

### CM
- トヨタホーム（2004年）
- ベネッセコーポレーション・チャレンジ1年生
- 大成建設ハウジング・子どものギモン篇
- 東芝科学館・みんなおちこぼれ

### 舞台
- おくりびと（2010年）